# Puichéric
Puichéric település Franciaországban, Aude megyében. Lakosainak száma 1194 fő (2022. január 1.). Puichéric Blomac, Douzens, La Redorte, Rieux-Minervois, Roquecourbe-Minervois és Saint-Couat-d’Aude községekkel határos.

## Népesség
A település népessége az elmúlt években az alábbi módon változott:
| Lakosok száma | 1023 | 1056 | 1019 | 1015 | 1141 | 1166 | 1191 | 1184 | 1186 | 1194 |
|               | 1968 | 1982 | 1990 | 2006 | 2013 | 2015 | 2017 | 2019 | 2020 | 2022 |